# Угаді
Угаді або Югаді (каннада ಯುಗಾದಿి), тел. ఉగాది — свято Нового року, що відзначається жителями Карнатаки та Андхра-Прадеш. У Махараштрі, це свято називають Гуді-падва. Відзначається у перший день місяцю чайтра за індуїстським місячним календарем. У григоріанському календарі цей день припадає на різні дати у березні — квітні.
Юга — це «епоха» чи «ера», а аді означає «початок» — таким чином, у перекладі югаді означає «початок ери». Специфічно, терміном «югаді» позначають початок нинішньої ери у індуїстському часовому циклі, Калі-юги, яка розпочалась у той день, коли Крішна залишив цей світ (за деякими підрахунками 17-18 лютого 3102 року до н. е.).
Народи каннара та телугу відзначають Угаді з великим розмахом. День розпочинається з ритуального омовіння й молитов. Наступним елементом святкування є прийняття в їжу особливої суміші з шести продуктів, кожен з яких являє один із смаків (солодкий, гіркий тощо): кольорів дерева ним, зелених манго, соку з тамаринда, червоного перцю, цукрової води з дозрілими бананами та солі. Суміш цих шести смаків мовою телугу називається югаді-пачхаді (тел. ఉగాది పచ్చడి), а на мові каннада — беву-белла (каннада ಬೇವು-ಬೆಲ್ಲ) та символізує той факт, що життя є сумішшю різних настроїв (суму, радості, гніву, страху, огиди, здивування), які повинні спокійно сприйматися разом.
Частиною святкування Угаді є культурні програми, у ході яких організуються літературні дискусії, проводиться декламація поезії та даються премії письменникам та поетам. Увечері проходять концерти карнатичної музики і танців.